# Parti populaire conservateur d'Estonie
Pour les articles homonymes, voir Parti populaire conservateur.
Le Parti populaire conservateur d'Estonie (en estonien : Eesti Konservatiivne Rahvaerakond, abrégé en EKRE) est un parti politique estonien national-conservateur et de droite populiste, fondé en mars 2012 par fusion de l'Union populaire estonienne et du groupe de pression Mouvement patriotique estonien. Son leader est Martin Helme.
Depuis sa création, il fait partie du camp ethno-nationaliste en Estonie. Idéologiquement, il a été décrit comme un parti de droite, de « droite radicale », ou d'extrême droite,,,,, bien que la direction du parti rejette l'axe gauche-droite. D'orientation nationaliste,, ultranationaliste,, et national-conservateur, il s'oppose à l'immigration,, et souhaite mettre en œuvre la démocratie directe de style suisse,. Sur les questions sociales, il est traditionaliste et promeut la préservation de la nation estonienne et de sa culture,,,,, tandis que leurs points de vue en matière de politique étrangère sont orientés vers l'euroscepticisme. En raison de sa rhétorique populiste de droite,,, il a été décrit par les critiques comme xénophobe et raciste,,,,,.
Il participe au gouvernement de Jüri Ratas de 2019 à 2021, occupant les ministères de l’Intérieur, des Finances, de l’Environnement, des Affaires rurales et du Commerce extérieur et des Technologies de l’information.

## Historique

### Percée progressive (2012-2019)
Le Parti populaire conservateur est créé en 2012. Il réalise une percée lors de l'élections législatives de 2015 en remportant 8,15 % des voix et entre au parlement avec 7 élus. Cette progression est à mettre en perspective avec les 4,0 % obtenu lors des élections européennes de 2014.
En 2019, le parti obtient 17,8 % des voix aux élections législatives de 2019. Ce résultat met en relief la poussée de l'extrême droite en Estonie. Martin Helme, le leader du parti, axe sa campagne sur des thématiques anti-immigration et sur les tensions avec la Russie autour des questions de souveraineté. En triplant son score et sa présence au parlement, l'EKRE devient un acteur majeur de la politique estonienne. Avec 12,72 % aux élections européennes de 2019, l'EKRE entre également au Parlement européen avec un élu.

### Participation au gouvernement et retour dans l'opposition (depuis 2019)
Il s'allie alors aux centristes et aux conservateurs pour former un gouvernement commun.
Trois ministres issus d'EKRE ont ensuite démissionné. Marti Kuusik (commerce et technologies de la communication), accusé de violences conjugales, n'est resté en poste que trente heures. Sa successeure, Kert Kingo, critiquée pour son incompétence et pour ses mensonges, démissionne le 23 octobre. Le 25 novembre, c'est au tour du ministre des affaires rurales, Mart Järvik, en raison d'une affaire de conflit d'intérêts, de quitter le gouvernement.
Le chef d'EKRE et ministre de l'intérieur, Mart Helme, est à l'origine de fréquentes polémiques. Il moque en décembre 2019 les origines modestes de la nouvelle chef du gouvernement finlandais, Sanna Marin : « On voit désormais une vendeuse de grande surface devenir première ministre ainsi que d'autres activistes de rue et autres personnes sans éducation rejoindre le gouvernement », obligeant le gouvernement estonien à s'excuser auprès du gouvernement finlandais.
En 2021, des soupçons de financement illégal oblige le KESK et le premier ministre Jüri Ratas à démissionner. L'EKRE ne participe pas au gouvernement suivant et retourne dans l'opposition.
Lors des élections législatives de 2023, l'EKRE enregistre un léger recul, avec 16,05% des voix.

## Idéologie
L'EKRE se décrit comme « un parti estonien fondé sur des principes et courageusement patriote avec une mission inébranlable de protection des valeurs et des intérêts nationaux estoniens ».
Le programme du Parti populaire conservateur estonien indique qu'il est fondé sur la continuité de la république d'Estonie et de sa Constitution et qu'il unit des peuples qui se battent pour l'État-nation, la cohésion sociale et les principes démocratiques.
L'EKRE affirme que les idées du parti reposent sur trois valeurs fondamentales :
- La préservation des valeurs estoniennes, basées sur la langue, la culture, l'éducation, la famille, les traditions et l'économie nationale ;
- Une société participative avec des opportunités égales, où une gouvernance ouverte, honnête et démocratique permet à tous les citoyens de s'épanouir et de s'impliquer dans la politique ;
- L'équilibre du développement et du bien-être au niveau social et régional, garanti par un État juste et fort, par la mise en œuvre de politiques bienveillantes et fondées sur la connaissance, ainsi que par la mise en place d'un cadre de vie respectueux de l'environnement[47].

Il a également été qualifié d'extrême droite par Kari Käsper (et), le directeur exécutif du Centre Estonien des Droits de l'Homme, et dans les médias étrangers par BBC News et le Christian Science Monitor. L'écrivain estonien Rein Raud (et) le qualifie de néo-nazi. Selon Fox News Channel , l'EKRE est un parti d'extrême droite, « considéré par certains comme ayant des sympathies fascistes-néo-nazies similaires à celles de nombreux autres partis nationalistes florissants dans les pays baltes et d'Europe Orientale ». Le Centre Simon-Wiesenthal a qualifié la procession aux flambeaux annuelle de l'organisation de jeunesse EKRE de « marche d'extrême droite ».
Martin Helme, membre du conseil d'administration et fils du chef du parti, a déclaré que les accusations d'extrémisme reflétaient simplement le manque de familiarité et l'inconfort de la classe dirigeante et des médias face au nouveau discours politique de l'EKRE : « Le courant dominant est devenu si orthodoxe, si strict, que tout ce qui ne lui ressemble pas d'une manière immaculée, diligente et fervemment plus catholique que le pape est immédiatement qualifié d'extrémiste. »
Le programme d'EKRE stipule que les citoyens doivent activement se prémunir contre « l'ennemi externe » aussi bien « qu'interne » afin de garantir la nation estonienne, la survie de son indépendance et son statut d'ethno-État. Il énonce également comme objectifs la création de l'environnement nécessaire à la survie de la langue et de la culture estoniennes. Le parti et, plus encore, son association de jeunesse (Sinine Äratus, Alarme bleue) se distinguent par leur défense du suprémacisme blanc, régulièrement symbolisé par leurs cadres et élus à travers un geste de la main gauche où le pouce et le doigt se rejoignent pour former un cercle.
Le parti s'est strictement opposé à la loi sur le partenariat civil pour les couples de même sexe, adoptée par le Riigikogu en octobre 2014. Arguant que la loi accorde des droits d'adoption aux couples homosexuels, le parti estime qu'elle établit essentiellement le mariage entre personnes de même sexe. Au lieu de cela, le parti propose des lois qui contribueraient à augmenter le taux de natalité et à renforcer les attitudes sociétales à l'égard des enfants, y compris la nécessité de renforcer le modèle familial traditionnel.
EKRE affirme également qu'il était antidémocratique de faire passer la loi alors que les sondages d'opinion montraient que la majorité des Estoniens y étaient opposés. Le programme du parti propose un référendum sur la loi sur le partenariat civil.
Le président du parti, Mart Helme, a qualifié la Baltic Pride de « sorte de parade de pervers ».
```
   
« La protection d'un défilé de pervers n'est pas du ressort de la police »
[
56
]
.
   - 
Mart Helme
, président d'EKRE, parlant de la marche des fiertés LGBT à Tallinn, dans Uued Uudised, 2017.
```

```
   
« La propagande homosexuelle et multiculturelle doit être retirée des écoles. Les enfants doivent recevoir la meilleure éducation, une éducation estonienne et des valeurs saines à l'école. Nous sommes favorables à ce que les enfants reçoivent une éducation patriotique. Nous n'autorisons pas la propagande dite de tolérance dans les écoles. Il ne faut pas jouer avec l'éducation ! »
[
57
]

   - L'un des « 10 commandements » d'EKRE
```

Le parti appelle à la mise en œuvre de la démocratie directe, de l'équilibre budgétaire et à un contrôle strict de l'immigration en Estonie. Il s’oppose au droit à l’avortement et aux droits des homosexuels au nom de la religion. Il est également décrit comme climatosceptique.

## Liste des présidents
- 2012-2013 : Margo Miljand
- 2013-2020 : Mart Helme
- depuis 2020 : Martin Helme

## Résultats électoraux

### Élections législatives
| Année | Voix   | %    | Rang | Sièges   | Gouvernement                                   |
| ----- | ------ | ---- | ---- | -------- | ---------------------------------------------- |
| 2015  | 46 772 | 8,1  | 6e   | 7 / 101  | Opposition                                     |
| 2019  | 99 672 | 17,8 | 3e   | 19 / 101 | Ratas II (2019-2021), opposition (depuis 2021) |
| 2023  | 97 959 | 16,1 | 2e   | 17 / 101 | Opposition                                     |

À l'issue des élections législatives de 2019, le Parti populaire conservateur d'Estonie entre au gouvernement au sein d'une coalition.

### Élections européennes
| Année | Voix   | %    | Rang | Sièges | Groupe |
| ----- | ------ | ---- | ---- | ------ | ------ |
| 2014  | 13 248 | 4,0  | 6e   | 0 / 6  |        |
| 2019  | 42 265 | 12,7 | 4e   | 1 / 7  | ID     |
| 2024  | 54 712 | 14,9 | 4e   | 1 / 7  |        |

### Élections municipales
| Année | Voix   | %     | Rang |
| ----- | ------ | ----- | ---- |
| 2013  | 8 337  | 1,33  | 5e   |
| 2017  | 39 003 | 6,70  | 5e   |
| 2021  | 77 328 | 13,22 | 3e   |

## Relations internationales
L'EKRE entretient des liens très forts avec d'autres partis de droite nationaliste lituanien et letton. En août 2013, l'EKRE signe la Déclaration de Bauska avec l'Alliance nationale et l'Union nationaliste lituanienne. Cette déclaration appelle à un nouvel éveil national des pays baltes et met en garde contre les menaces posées par le mondialisme, le multiculturalisme et la Russie. Le parti est généralement décrit comme russophobe. Cependant, l'EKRE a récemment exprimé son soutien à la normalisation éventuelle des relations avec la Russie, exhortant une politique à l'égard de la Russie similaire à celle vis-à-vis de la Finlande, et à « ne pas transformer tous les incidents mineurs en un drame ». Avant les élections législatives de 2019, le parti avait tenté de faire appel aux électeurs de la minorité russe, Mart Helme décrivant un « chevauchement » entre les attitudes « très conservatrices » du parti envers l'immigration et la « propagande homosexuelle » et celles des Russes en Estonie. Bien que Mart Helme soutienne les sanctions existantes imposées contre la Russie, il a critiqué les politiques de sanctions américaines et européennes à l'encontre de la Russie, avertissant que des sanctions plus sévères « ne feraient pas que la Russie devienne une démocratie », et estime que les « négociations diplomatiques » sont le seul moyen de résoudre les différends de l'Estonie avec la Russie. Il a également rejeté les suggestions selon lesquelles le président russe Vladimir Poutine est un ennemi de l'Estonie, décrivant Poutine comme un « pragmatique » qui est « assez neutre » envers l'Estonie. Ces positions légèrement pro-russes ont été brusquement inversées après l'invasion de l'Ukraine par la Russie en 2022 : après le début de l'invasion, l'EKRE a proposé d'interdire aux Russes de posséder des armes en Estonie et a soutenu la proposition d'arrêter les importations de gaz de la Russie vers l'Estonie,. Cependant, Martin Helme a ensuite critiqué l'aide estonienne à l'Ukraine, citant la nécessité de donner la priorité aux investissements dans les infrastructures, et a suggéré que l'Estonie « se concentre sur la recherche de la paix ».
Le parti s'oppose à l'adhésion de la Turquie à l'Union européenne et a appelé à reconsidérer l'adhésion de la Turquie à l'OTAN. Après la tentative de coup d'État turc de 2016, EKRE a regretté sa défaite et a qualifié la Turquie de « pays pas plus démocratique que la Russie »,.
L'EKRE propose une politique de défense nationale basée sur l'autosuffisance de l'Estonie. La sécurité du pays serait préservée par l'existence d'une défense initiale, d'un service militaire obligatoire, d'une défense totale, d'une coopération internationale et de l'adhésion à l'OTAN. Le programme du parti comprend la formation de deux bataillons de chars et l'acquisition de systèmes antiaériens à moyenne portée.
Martin Helme a exprimé sa sympathie pour le candidat à la présidence américaine Donald Trump, notamment son argument selon lequel les pays baltes doivent apporter une contribution financière en échange de l'alliance militaire avec les États-Unis. « Il ne voit pas pourquoi les États-Unis devraient faire de la défense nationale d'autres pays leur devoir. Et je pense que cette question est tout à fait justifiée. C'est notamment notre parti qui dit depuis longtemps que le plus important est de renforcer la capacité de défense indépendante initiale, les alliés étant l'élément suivant », a déclaré M. Helme,.
En 2014, le congrès du parti à Tallinn a reçu la visite d'une délégation du Parti pour l'indépendance du Royaume-Uni. La délégation était conduite par Roger Helmer qui a prononcé un discours en faveur de l'euroscepticisme en Estonie.
Les organisations avec lesquelles EKRE coopère participent régulièrement à la marche annuelle aux flambeaux à Tallinn. Ils incluent tous les signataires de la Déclaration de Bauska ainsi que le mouvement de jeunesse nationaliste scandinave Nordisk Ungdom.
Le parti a également des contacts parmi les nationalistes ukrainiens. Pendant l'Euromaïdan, Mart Helme a envoyé un message aux manifestants à Kiev, exhortant les patriotes ukrainiens à ne pas succomber aux demandes russes.
En juillet 2019, Mart Helme a rencontré le Premier ministre hongrois et dirigeant du Fidesz Viktor Orbán, et a souligné que « le Fidesz et EKRE sont des partis politiques basés sur les traditions chrétiennes et le désir de créer un alignement politique chrétien sur la base d'une alliance, afin de résister à la vision du monde des libéraux dans toute l'Europe ».
En 2019, le Parti populaire conservateur d'Estonie reçoit la visite de Marine Le Pen en tournée en Europe, avant les élections européennes. À cette occasion, un selfie pris avec l'un des militants du parti, Ruuben Kaalep, décrit comme un suprémaciste blanc, a suscité une polémique.
En décembre 2021, le parti a participé au sommet de Varsovie avec le Fidesz, Droit et justice, le Parti des Finlandais, le Parti national paysan chrétien-démocrate, Action électorale polonaise de Lituanie, Vox, le Rassemblement national, JA21 et le Vlaams Belang.

## Sinine Aratus
La branche jeunesse du parti, Sinine Aratus (Éveil bleu en français), est dirigée par le militant suprémaciste blanc Ruuben Kaalep et est proche de l’alt-right américaine et de la mouvance identitaire pan-européenne.
Sinine Aratus affirme qu'« un nouvel éveil national des Estoniens » constitue son objectif principal. Cela ferait suite au Réveil national estonien du XIXe siècle (en) et à la Révolution chantante, ouvrant la voie à l'établissement d'un « éternel ethno-État estonien ».
Sinine Aratus a été fondée le 30 novembre 2012 par Ruuben Kaalep et d'autres jeunes du Mouvement patriotique estonien (en). Les jeunes militants ont été à l'origine de nombreuses marches de protestation du parti. En plus de la politique, les jeunes de Sinine Aratus se concentrent sur l'art, la musique et la philosophie de droite comme l'école traditionaliste de Julius Evola et René Guénon. Le mouvement est discipliné et ses militants ont formé plusieurs escadrons. Kaalep organise également une formation sur les armes à feu avec des pistolets et des fusils d'assaut aux jeunes de Sinine Aratus,. Leurs activités incluent des rituels façonnés d'après le chamanisme finno-ougrien, y compris des célébrations du lever du soleil sur d'anciens tumulus.
Sinine Aratus est le principal organisateur de la marche annuelle aux flambeaux à Tallinn le 24 février, Jour de l'indépendance de l'Estonie (en). La première marche aux flambeaux du jour de l'indépendance a eu lieu en 2014. Selon Sinine Aratus, la marche aux flambeaux vise à honorer ceux qui sont tombés pour la nation estonienne et à signifier que la jeunesse estonienne n'a pas abandonné les principes nationalistes,,,,. L'événement a été fortement critiqué par le Centre Simon-Wiesenthal qui l'a qualifié de « Nuremberg-esque » et a comparé l'idéologie des participants à celle des collaborateurs nazis estoniens,.
- Marches aux flambeaux de Sinine Aratus à l'occasion du Jour de l'indépendance de l'Estonie (en)

Marches aux flambeaux de Sinine Aratus à l'occasion du Jour de l'indépendance de l'Estonie
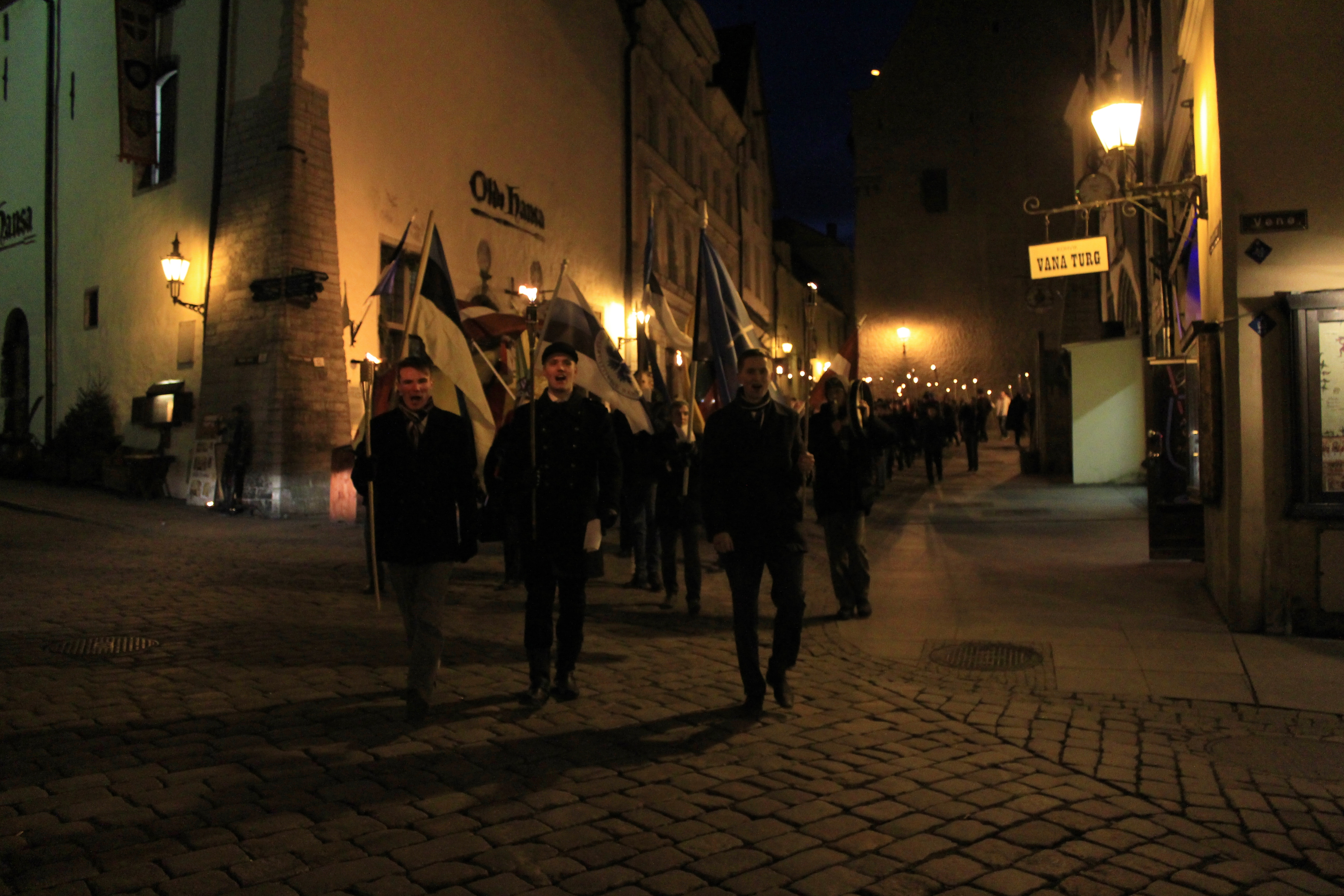
2014
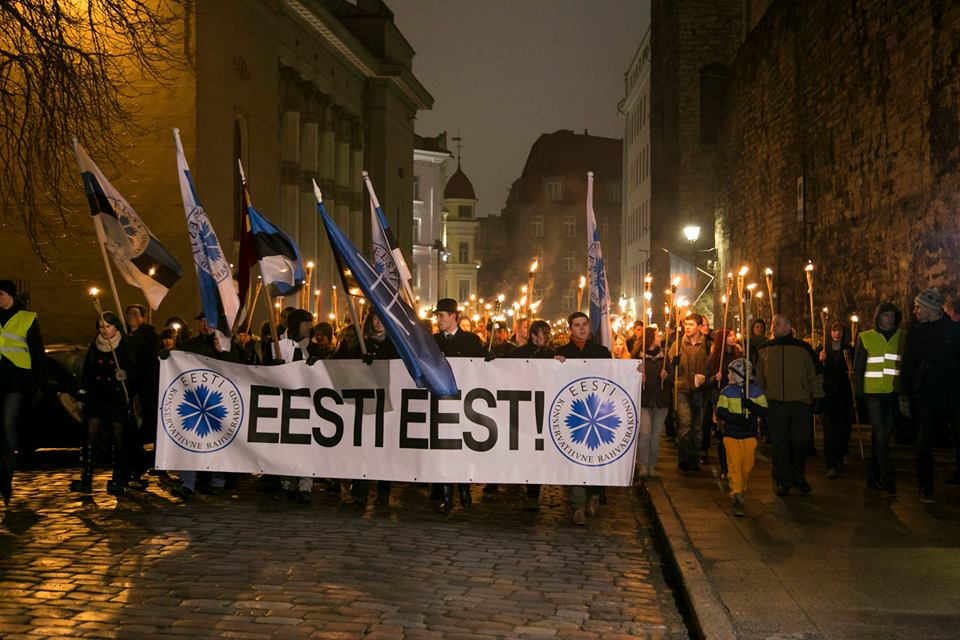
2015
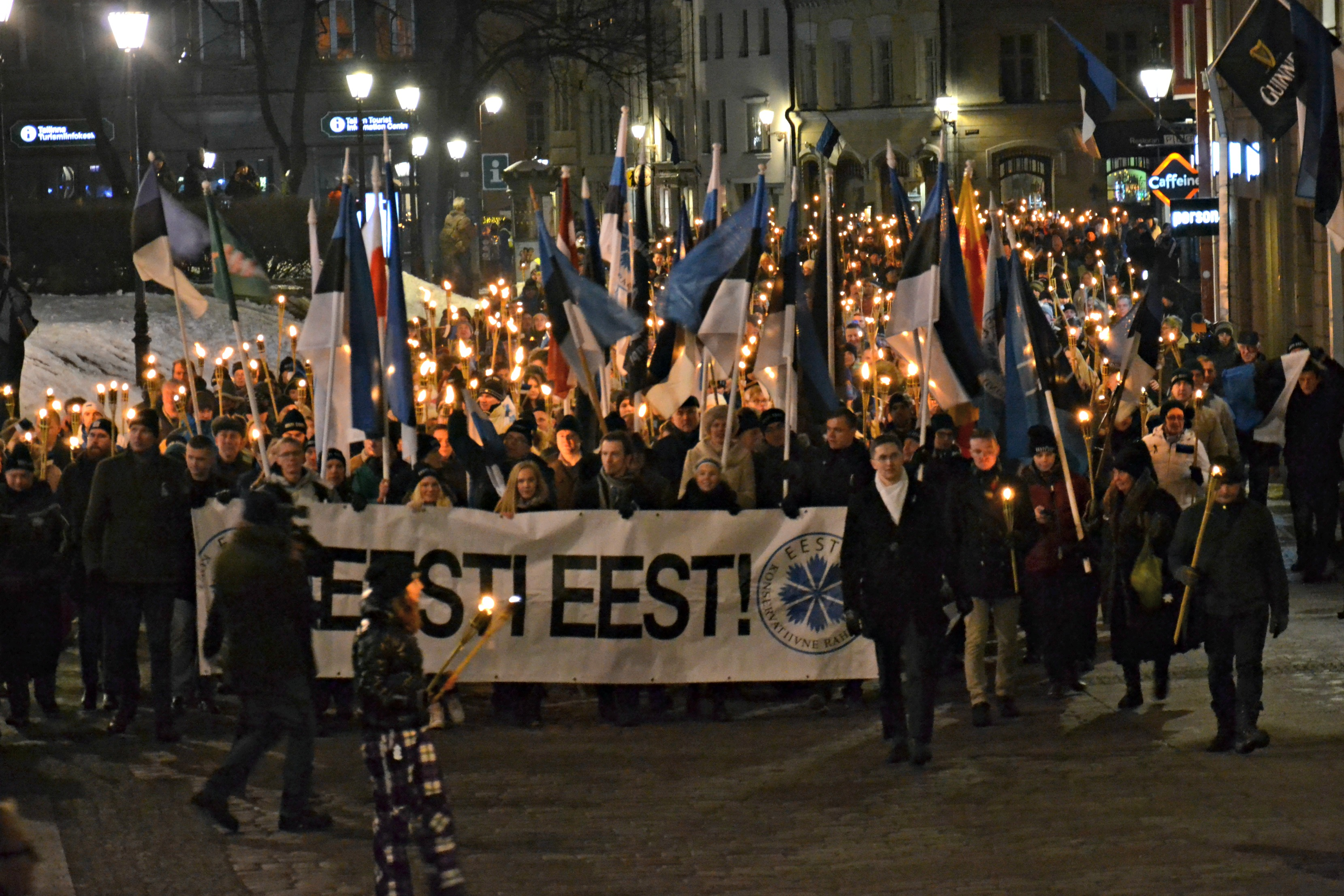
2016
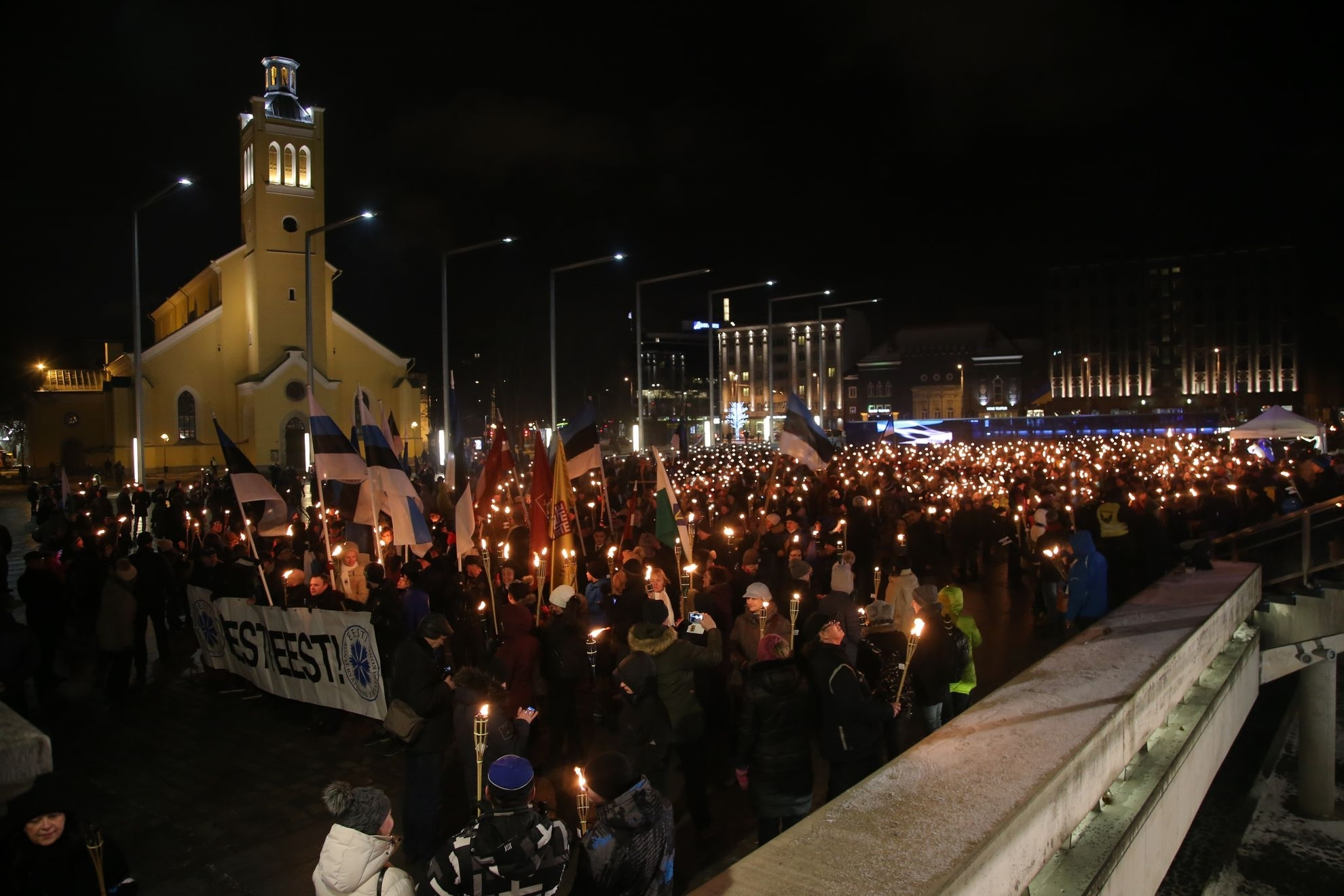
2017
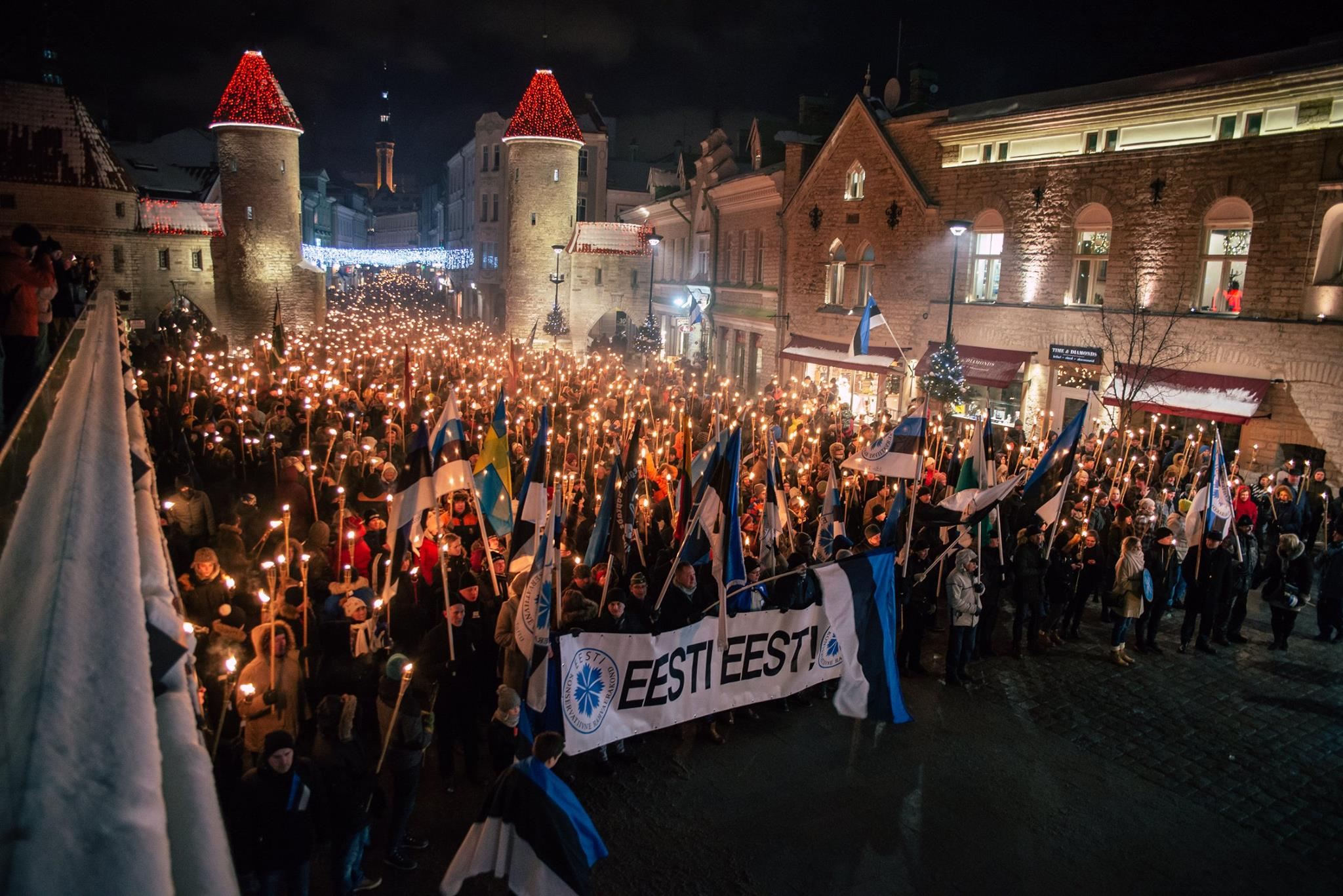
2018